# 张泽军
张泽军（1964年11月—），男，汉族，湖南长沙人，中华人民共和国政治人物，现任青海省高级人民法院院长。